# 머리디언몰

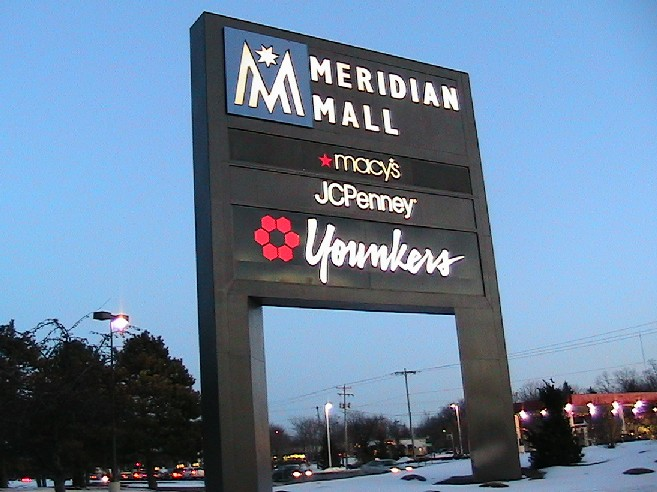

머리디언몰(Meridian Mall)은 미국 미시간주 랜싱의 교외지역 머리디언타운십 오키모스에 위치한 대형 쇼핑몰이다. 1969년 랜싱몰와 같은 해에 개장했다. 1982년과 1987년에 확장했다.
머리디언몰은 약 125개의 가게, 푸드코트 1개, 영화관 1개가 있다. 또한 하이 캘리버 카팅 앤드 엔터테인먼트, J. C. 페니, 런치 트램폴린 파크, 메이시스, 베드배스앤드비욘드 등이 위치해 있다.